# رشيد حماتو
رشيد حماتو (مواليد سنة 1960، في المعذر بولاية باتنة) هو مصور أخبار وكاتب جزائري، يعمل مُراسلا لصحيفة ليبرتي الجزائرية.

## مسيرته
ولد في 5 أبريل 1960 ببلدية المعذر. في عام 1966 انتقل إلى باتنة، ومن بداية السبعينيات عاش في حي المدرج، ثم في حي شيخي. خلال فترة مراهقته، درس في الثانوية التقنية البشير الإبراهيمي. لطالما أعجب مدرس اللغة الفرنسية في هذه المدرسة الثانوية بكتاباته، وقرّر منحه أول كاميرا له، من طراز ريكوه KR10، ومن خلالها بدأ مسيرته كمُصوّر.
كان رشيد حماتو مسؤولاً في دار الثقافة في باتنة، ثم مُدرّسا للغة الفرنسية، ومعلم التصوير في المدرسة الجهوية للفنون الجميلة في باتنة. أصبح صحفيًا ومصورًا، وعمل في صحيفة الأوراس الأسبوعية، ثم ستة أعوام في صحيفة لو ماتان اليومية، وسنتين في صحيفة الوطن. يعمل حاليًا في صحيفة ليبيرتي.
أقام معارض للصور في الجزائر وخارجها. أقيم معرضه الأول للتصوير الفوتوغرافي في تيزي وزو في الثمانينيات. ثم تابع بمعارض في فرنسا (مرسيليا، باريس) حيث مكث لمدة 4 سنوات.
من 27 إلى 31 ديسمبر 2014، في بلدية تاغيت، خلال الاجتماع الذي نظمته المحافظة السامية للأمازيغية، قدّم رشيد حماتو عرضًا لكتابه «احكِ لي الأوراس». هذا الكتاب هو طبعة مشتركة بين طبعات المحافظة السامية للأمازيغية.

## أعماله

### كتب
- 2006: Les mœurs, us, coutumes et traditions, histoire et contexte politique en Algérie
- 2014: Raconte-moi les Aurès (احكِ لي الأوراس).[5][4]